# University of Central Florida

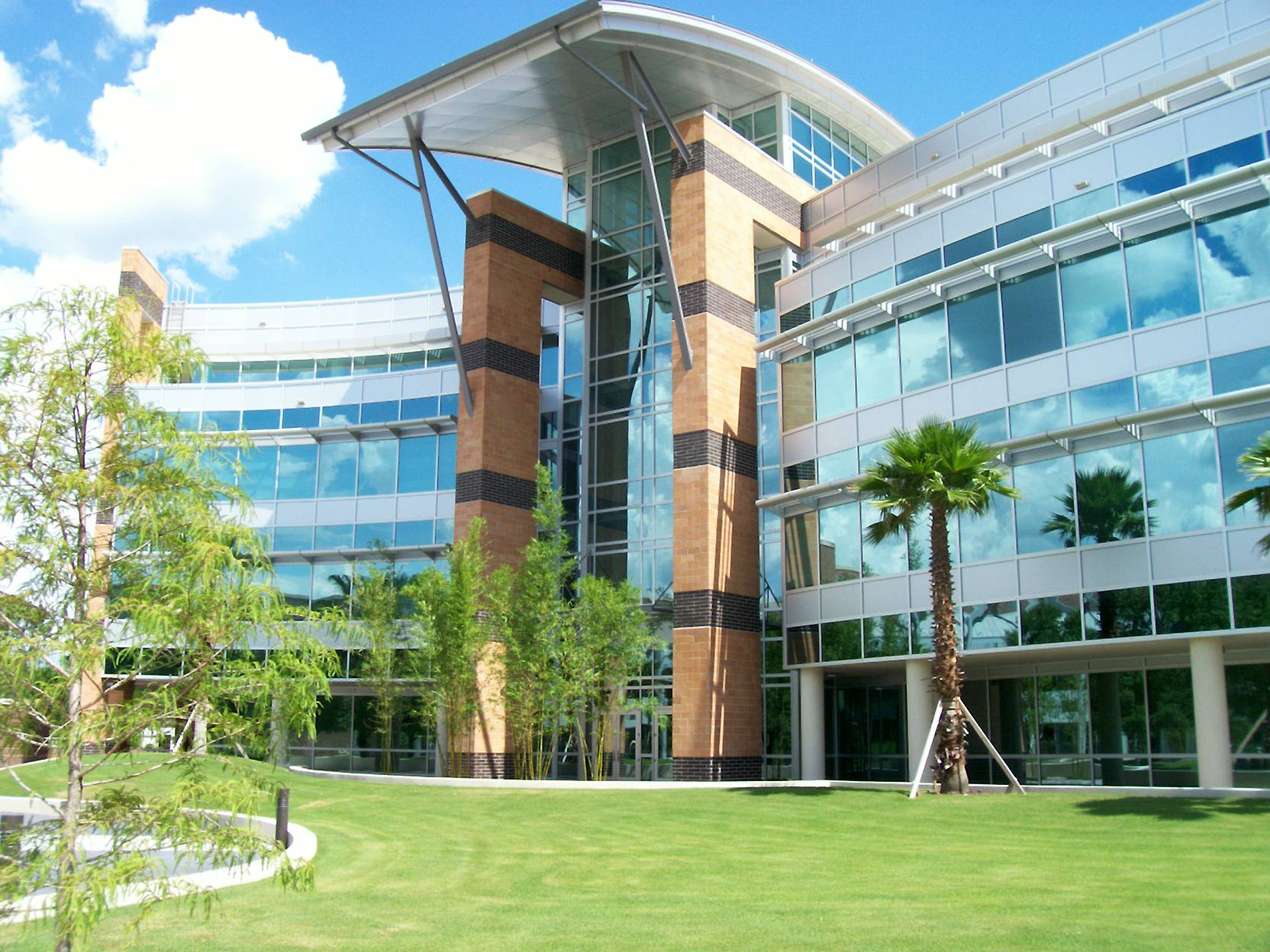
Gebäude des College of Engineering and Computer Science der University of Central Florida UCF

Die University of Central Florida (UCF) ist eine staatliche Universität in Orlando im US-Bundesstaat Florida. Im Herbst 2020 war sie gemessen an der Zahl der Studierenden die größte Universität der USA. 2020 erhielten 17.459 Personen einen Abschluss an der Universität, zumeist einen Bachelor.

## Geschichte
1963 wurde die Florida Technological University gegründet und nahm im Oktober 1968 mit 1.948 Studenten den Betrieb auf. 1978 erhielt sie ihren heutigen Namen.

## Zahlen zu den Studierenden
Im Herbst 2020 waren rund 71.900 Studierende eingeschrieben (71.881, 71.948). 61.401 der Studierenden strebten ihren ersten Studienabschluss an, sie waren also undergraduates. Davon waren 55 % weiblich und 45 % männlich. 10.480 arbeiteten auf einen weiteren Abschluss hin, sie waren graduates.
Im Herbst 2019 war die Universität mit 69.525 Studierenden (2009: 53.537) die größte Hochschule in Florida und die zweitgrößte Universität der USA. 59.483 Studenten waren undergraduates, 9.553 graduates. 31.188 Studenten waren männlich und 38.331 weiblich.

### Colleges
Unter den Instituten der Universität hatte das College of Sciences (Institut der Wissenschaften) die meisten Studierenden, nämlich 15.774, gefolgt vom College of Engineering and Computer Science (Institut für Ingenieurwesen und Informatik) mit 13.166.

## Sport
Die Sportteams werden die Knights genannt. Die Hochschule ist seit 2023 Mitglied in der Big 12 Conference.

## Persönlichkeiten
- Michelle Akers – Fußballspielerin
- Breshad Perriman – Footballspieler
- Blake Bortles – Footballspieler
- Daunte Culpepper – Footballspieler
- Phil Dalhausser – Beachvolleyballspieler
- Tacko Fall – senegalesischer Basketballspieler
- Shaquem Griffin – Footballspieler
- Shaquill Griffin – Footballspieler
- Cheryl Hines – Schauspielerin
- Brandon Marshall – Footballspieler
- Mónica Matías – puerto-ricanische Tennisspielerin
- Latavius Murray – Footballspieler
- Lena Petermann – deutsche Fußballspielerin
- George William – Sänger, Schauspieler, Regisseur, Kameramann